# Bão Roke (2011)
Bão Roke (tên quốc tế: 1115, tên PAGASA: Onyok, tên JTWC: 18W) là một cơn bão nhiệt đới đổ bộ vào Nhật Bản tại một số khu vực bị ảnh hưởng bởi một cơn bão khác chỉ vài tuần trước đó. Đây là cơn bão thứ 15 được đặt tên, cơn bão nhiệt đới nghiêm trọng thứ 10, cơn bão thứ 7 của mùa bão Tây Bắc Thái Bình Dương 2011 và là cơn bão nhiệt đới thứ 27 được Cơ quan Khí tượng Nhật Bản giám sát trong năm.

## Cấp bão
- Cấp bão (Việt Nam): cấp 14 - bão cuồng phong.
- Cấp bão (Nhật Bản): 85 hải lý / 1 giờ - bão cuồng phong. Áp suất:940 mbar (hPa).
- Cấp bão (Hoa Kỳ): 115 hải lý / 1 giờ - bão cuồng phong cấp 4.

## Tác động tại Nhật Bản
Trên đường đổ bộ vào Nhật Bản, cơn bão đã lấy đi mạng sống của 4 người tại trung tâm và phía tây Nhật Bản, khiến hơn 2 người mất tích tại tỉnh Gifu và kéo theo ngập lụt lan rộng do những đợt mưa lớn gây ra. Nhiều đường cao tốc bị chặn lại và khoảng 200 chuyến bay bị huỷ bỏ sau khi nước lũ dâng cao đến đầu gối. Toyota, tập đoàn sản xuất xe hơi đa quốc gia với trụ sở đặt tại Thành phố Toyota, Aichi, đã đóng cửa 11 nhà máy tại trung tâm Nhật Bản do ảnh hưởng bởi cơn bão. Tổng Thư ký Nội các Fujimura Osamu cho biết, "Chúng tôi đã cảnh báo cao độ về những cơn mưa lớn, gió mạnh và sóng dâng cao tại nhiều khu vực từ tây sang đông Nhật Bản theo như thông tin từ Cơ quan Khí tượng". Gió mạnh và mưa to mà cơn bão kéo theo gây ra mất điện cho hơn 575.500 hộ gia đình tại các khu vực cung cấp của Công ty Điện lực Tokyo. Các tuyến xe lửa vào trung tâm phải tạm dừng lại và hàng ngàn hành khách bị mắc kẹt lại mặc dù họ đã cố về nhà sớm trước khi cơn bão đổ bộ vào thành phố thủ đô Tokyo. Ngày 21 tháng 9, cảnh sát địa phương và truyền thông báo cáo rằng 6 người thiệt mạng sau khi bị lũ từ sông dâng lên do mưa lớn cuốn trôi. Không như cơn bão Talas, bão Roke di chuyển đặc biệt nhanh cả trên đất liền và ngoài biển khơi. Tuy nhiên, nó cũng chuyển biến mạnh lên bất thường.